# 김민정 (1987년)
김민정(金泯貞, 1987년 11월 30일~)은 대한민국 방송인이다. 아나운서 출신으로 2011년 KBS에 입사하여 2019년 퇴직하였다. 경상남도 창원시 출생이다.

## 학력
- 창원중앙여자고등학교(졸업)
- 숙명여자대학교(무용학, 국어국문학 / 학사)

## 경력
- 2008년: 숙명여자대학교 재학생(2006학번) 광고 모델
- 2011년: KBS 38기 공채 아나운서
- 2011년~2013년: KBS부산방송총국 편성제작국 아나운서
- 2013년 11월: KBS 서울본국 본사 복귀
- 2015년 1월 1일~2018년 4월 13일: KBS 뉴스 9 여자 앵커 진행(3년 3개월)
- 2016년 9월: 조충현 아나운서(38기 공채 동기)와 결혼
- 2016년: 중앙선거관리위원회 제20대 국회의원 선거 홍보대사
- 2019년 5월: KBS 공채 아나운서 퇴사(38기 동기생인 남편과 동반 퇴사함)

## 진행
| 연도 | 방송사  | 프로그램명                     | 담당       | 진행기간                                                       | 비고                                                                                      |
| ---- | ------- | ------------------------------ | ---------- | -------------------------------------------------------------- | ----------------------------------------------------------------------------------------- |
| 2011 | KBS 2TV | 여유만만                       | 출연       | 2011년 9월 19일                                                | 《2011 신입 아나운서 시험 합격의 비결!》                                                  |
| 2014 | KBS 1TV | KBS 오전 5시 뉴스              | 앵커       | 2014년 1월 12일~2014년 7월 6일                                 | 일요일                                                                                    |
| 2014 | KBS 1TV | KBS 뉴스 7                     | 앵커       | 2014년 3월 3일~2014년 5월 28일 2014년 6월 6일~2014년 12월 31일 |                                                                                           |
| 2014 | KBS 2TV | 문화 책갈피                    | 내레이션   | 2014년 4월~2014년 6월                                          |                                                                                           |
| 2014 | KBS 2TV | 발칙한 사물 이야기 다빈치 노트 | MC         |                                                                | 파일럿                                                                                    |
| 2015 | KBS 1TV | KBS 뉴스 9                     | 앵커       | , 2015년 1월 1일~2017년 9월 1일 2018년 2월 5일~2018년 4월 13일 | 평일                                                                                      |
| 2015 | KBS 1TV | KBS 뉴스 9                     | 임시앵커   | 2015년 8월 15일                                                | 주말                                                                                      |
| 2015 | KBS 1TV | KBS 뉴스 9                     | 임시앵커   | 2017년 1월 1일                                                 | 주말                                                                                      |
| 2018 | KBS2    | KBS 아침뉴스타임               | 진행취소   | 2018년 4월 23일                                                | 새 여자앵커 진행취소                                                                      |
| 2018 | KBS 2TV | 그녀들의 여유만만              | MC         | 2018년 7월 16일~2019년 5월 13일                                |                                                                                           |
| 2018 | KBS 2TV | 1 대 100                       | 1인 도전자 | 2018년 8월 7일                                                 | 535회                                                                                     |
| 2018 | KBS 1TV | 아침마당                       | 진행취소   | 2018년 5월 28일                                                | 8128회 [월요토크쇼 베테랑] 《그들이 알고 싶다! 매니저의 직업 탐구(새 여자MC 진행취소<?s>) |
| 2019 | KBS 1TV | 아침마당                       | 출연       | 2019년 3월 22일                                                | 8332회 공감토크 - 사노라면 출연 딸 같은 며느리?! 며느리는 딸 vs 며느리                    |
| 2020 | MBN     | 닥터셰프                       | MC         | 2020. 3. 2.~                                                   |                                                                                           |
| 2020 | SBS     | 동상이몽 2 - 너는 내 운명      | mc스페셜   | 2020. 4. 6.~2020. 4. 13.                                       | 공채 38기 조충현 前 아나운서 동반 출연                                                    |

## 가족
- 배우자: 조충현, 2016년 결혼
- 자녀: 딸 조아인(2022년 5월 16일 생), 아들 조우진(2024년 7월 4일 생)